# ラリアーノ
ラリアーノ（伊: Lariano）は、イタリア共和国ラツィオ州ローマ県にある、人口約13,000人の基礎自治体（コムーネ）。

## 地理

### 位置・広がり
ローマ県南東部のコムーネ。

#### 隣接コムーネ
隣接するコムーネは以下の通り。括弧内のLTはラティーナ県所属を示す。
- アルテーナ
- コーリ (LT)
- ロッカ・ディ・パーパ
- ロッカ・プリオーラ
- ヴェッレトリ

### 気候分類・地震分類
ラリアーノにおけるイタリアの気候分類 (it) および度日は、zona D, 1575 GGである。
また、イタリアの地震リスク階級 (it) では、zona 2B (sismicità media) に分類される。

## 姉妹都市
- Sausset-les-Pins、フランス - 1980年
- Victoria、ルーマニア - 2007年
- クレッキオ、イタリア
- サン・フェルディナンド・ディ・プーリア、イタリア